# Nicolai Nicolaevici Korotchevici
Nicolai Nicolaevici Korotchevici (în rusă Николай Николаевич Короткевич) (n. 24 noiembrie 1859 – d. ?) a fost unul dintre generalii Armatei Țariste Ruse din Primul Război Mondial.
A îndeplinit funcția de comandant al Corpului 36 Armată rus în campania acesteia din România, având gradul de general-locotenent.:p. 181 